# Pütnitz
Pütnitz ist ein Ortsteil der Stadt Ribnitz-Damgarten im Landkreis Vorpommern-Rügen.

## Geographie
Das Dorf liegt nordöstlich der Recknitz-Mündung zwischen Ribnitzer See und der Stadt Damgarten.
Halbinsel Pütnitz wird auch ein westlich des Dorfes gelegenes, bis zum Saaler Bodden reichendes Waldgebiet genannt. Auf diesem Areal befand sich der ehemalige Militärflugplatz Pütnitz. Er entstand im Bereich des ehemaligen Dorfes Steinort.

## Geschichte

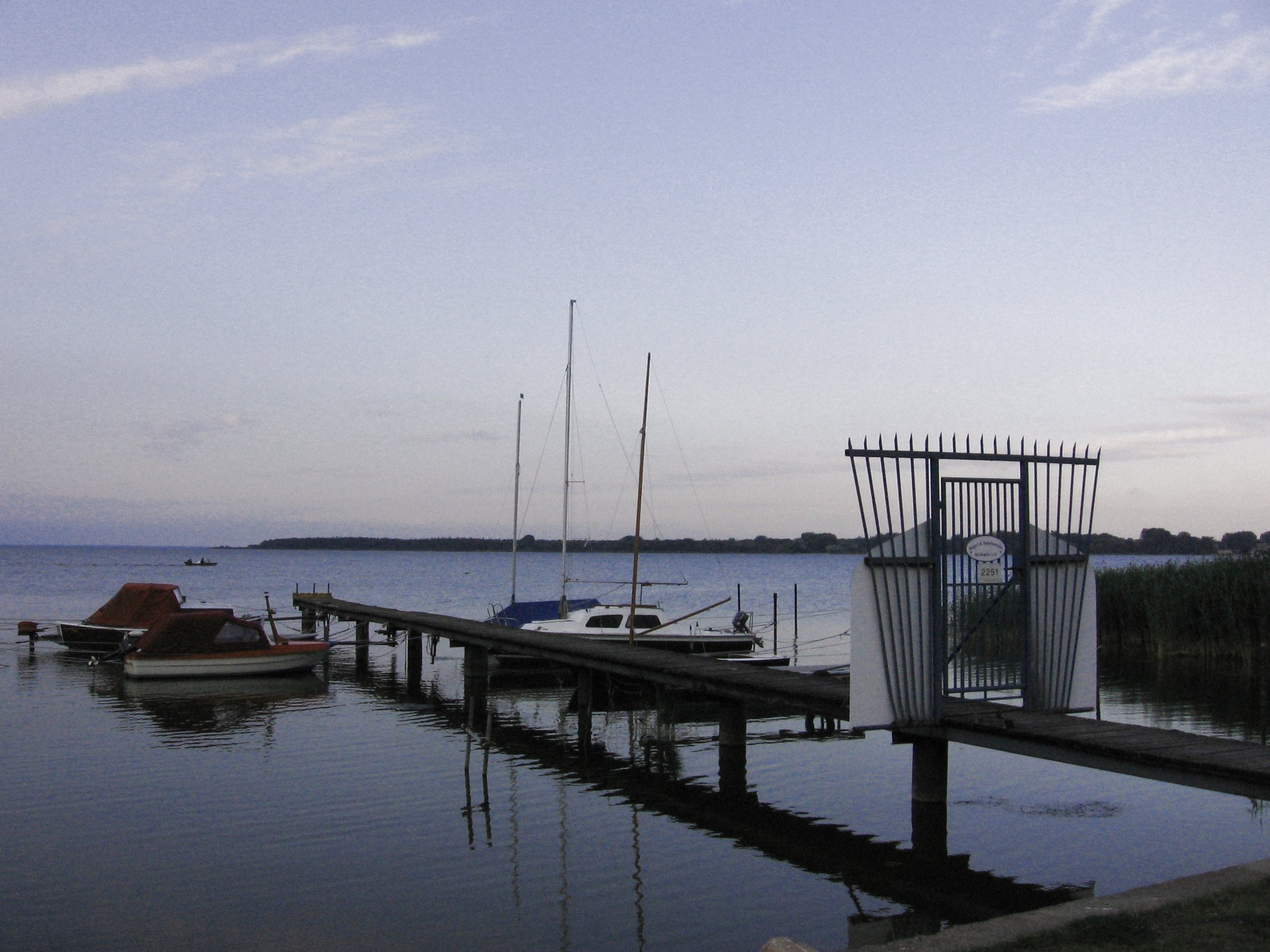
Blick vom Körkwitzer Hafen über den Saaler Bodden auf Pütnitz

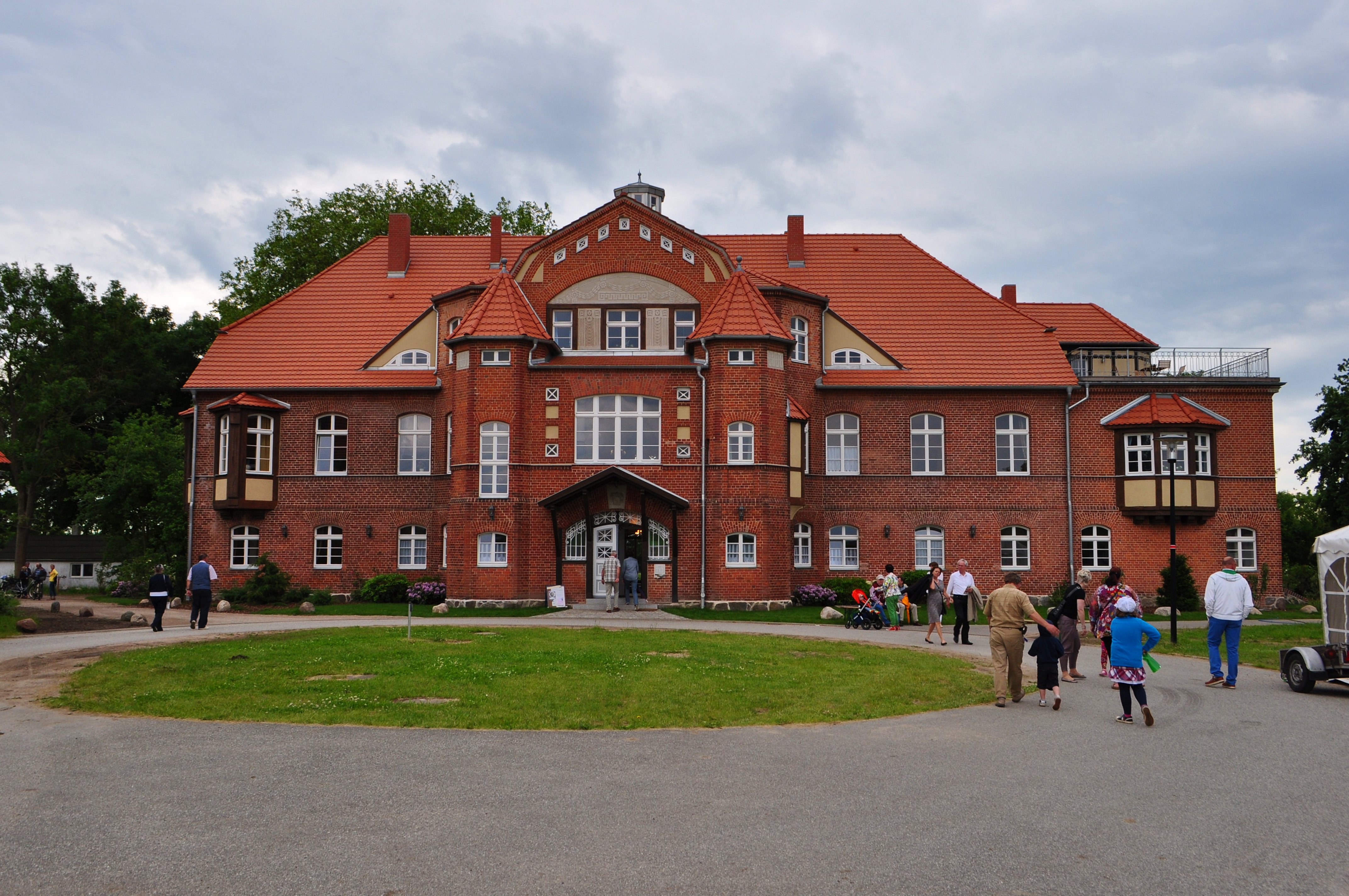
Gutshaus in Pütnitz (2013)

Bereits im 12. Jahrhundert könnte hier eine wendische mittelalterliche Wasserburg gestanden haben. 1225 fand Pütnitz erste Erwähnung in einer Schenkungsurkunde des Fürsten Jaromar II. von Rügen an das Ratzeburger Domkapitel. 1258 schenkte dieser Fürst das Dorf der in diesem Jahr gegründeten Stadt Damgarten. Nach Einspruch des Domkapitels wurde es bereits 1261 an Eckard von Dechow zum erblichen Lehn verkauft. Nachdem Pütnitz im 17. Jahrhundert kurzfristig im Besitz der Herren von Schwerin war, befand es sich bis zur Verpfändung im Jahr 1709, durch Oberst Adam Wilhelm von Pfuel an Carl Friedrich von Dechow, wieder im Besitz derer von Dechow. Von 1709 an war das Dorf in dem Besitz derer von Pfuel, bis man 1732 zu einer einvernehmlichen Lösung gekommen war, in welcher den Dechow die Rechte an Pütnitz, und den Pfuel auf Pantlitz zugesprochen wurden. Nachdem das Gut bis 1797 wieder durchgängig als Stammsitz der Familie von Dechow diente, ging Pütnitz in den Besitz der Familie von Zanthier über, da die letzte Erbjungfer, Caroline von Dechow, 1788 Herrn L. von Zanthier heiratete. Diese so genannte weibliche Erbfolge wurde in jüngeren Matrikeln Mitte des 19. Jahrhunderts nochmals bestätigt.
Seit dem 19. Jahrhundert bildete Pütnitz einen Gutsbezirk. Um 1905 umfasste das Rittergut Pütnitz mit Steinort und Wendorf ca. 1023 ha Besitzfläche. Als Verwalter fungierten lange Herr Kolbatz und dann Ernst Weinstrauch. 1914 weist das Güter-Adressbuch Pommern noch 985 ha aus. Es wurde u. a. eine intensive Schafsviehwirtschaft mit 900 Tieren betrieben. Zum Gut gehörten 246 ha Waldbesitz. Bis zu seinem Tode 1925 war der Politiker Dr. jur. Hans Dietrich von Zanthier der Gutsherr auf Pütnitz und Zubehör. Er war Geheimer Regierungsrat, Landrat, Rechtsritter des Johanniterordens und Mitglied des Preußischen Herrenhauses, verheiratet mit Marga von Schönberg (1869–1948). Marga von Zanthier lebte zum Schluss in Doberan. 1928, mit der Abschaffung der Gutsbezirke in Preußen wurde Gut und Ort Pütnitz in die Stadt Damgarten eingemeindet. Dies geschah gegen den Willen des Erben und neuen Gutsherrn Hans Dietrich (Dietz) von Zanthier (1895–1964), der die Bildung einer eigenständigen Landgemeinde angestrebt hatte. An den privaten und kommunalen Besitzverhältnissen änderte diese neue Ortsstruktur aber nichts. Lediglich wurde die einstige juristische Eigenständigkeit der Güter als gesonderter Ort aufgehoben. 1939 beinhaltete das Rittergut Pütnitz mit der Försterei Steinort noch 748 ha, dazu im Besitz der Familie von Zanthier das Rittergut Dechowshof mit 369 ha nach amtlichen Quellen und auf Grund direkter Angaben. Dietz von Zanthier lebte später mit seiner Frau Dina Edle von Groote (1904–1980) in Bonn.
Das Gutshaus war nach 1945 kurzzeitig Schule, danach Wohnhaus, das 2011 von der Gebäudewirtschaft privatisiert wurde. Erwerber waren Nikolaus und Diana von der Lühe, die seither das Gutshaus und den Restpark restaurierten. Das Herrenhaus wird für Ferienwohnungen und Feierlichkeiten vermietet.

## Flugplatz
Ein etwa 575 ha großes Wald-, Wiesen- und Weidegebiet westlich von Pütnitz wurde 1935 vom Reichsluftfahrtministerium der Familie von Zanthier abgekauft, um einen Fliegerhorst zur Flugzeugführerausbildung zu errichten. Er wurde am 1. April 1936 eingeweiht und diente in den 1930er Jahren bis Anfang 1945 als Seefliegerschule. 1936 waren 86 Maschinen im Einsatz. Bis zu 1500 Mann (April 1939) dienten auf dem Flugplatz. Die feste Start- und Landebahn wurde 1942 errichtet und 1943 erweitert. Mehrfach änderte sich die Bezeichnung der Ausbildungsstätte. Gegründet als Flugzeugführerschule (See) 1 Pütnitz, wurde sie am 16. Januar 1940 als Seeflugzeugführerschule (See) 2 und am 1. Januar 1941 als FFS C 17 bezeichnet. Am 15. Oktober wurde sie mit einhergehender Ausbildungszeitverkürzung in FFS B 17 umbenannt. Nach im März 1944 beschlossener Auflösung der Schule wurde sie am 8. September 1944 geschlossen. Die ehemaligen Hangars in Stahlbetonbauweise, Rollfelder und Bunker stehen unter Denkmalschutz. Von fünf Hangars ist Halle 4 mit Falttor im Originalzustand erhalten geblieben. Halle 5 wurde während des Zweiten Weltkrieges von den Heinkel Flugzeugwerken zur Fertigung von Tragflächen für den Bomber He 111 genutzt. Zusätzlich wurden auf dem Fliegerhorst die in den Walther-Bachmann-Flugzeugwerken Ribnitz reparierten Seeflugzeuge eingeflogen.
Nachdem das Gelände nach Kriegsende seit 1948 kurzzeitig als Werft für den Bau von Fischkuttern aus Holz genutzt wurde, stationierte die Gruppe der Sowjetischen Streitkräfte in Deutschland ab 1952 verschiedene Einheiten der 16. Luftarmee. Hauptsächlich war Pütnitz von 1954 bis 1994 Standort des Stabes der 16. Gardejagdfliegerdivision und des ihr unterstellten 773. Jagdfliegerregiments mit etwa 7.000 Militärangehörigen.
Heute ist in den ehemaligen Hangars des Militärflugplatzes das Technik-Museum Pütnitz untergebracht.

## Sehenswürdigkeiten
- Im Zentrum des Dorfes befindet sich ein denkmalgeschütztes klassizistisches Gutshaus, das 1906 im Jugendstil umgebaut wurde. Daran grenzt der Rest des Gutsparkes mit dem Erbbegräbnis.
- Turmhügel Pütnitz
- Technikmuseum Pütnitz

## Veranstaltungen
Auf dem Gelände unterhält der Technik-Verein Pütnitz das Technik-Museum Pütnitz mit jährlichen Fahrzeugtreffen. Zudem ist es der Standort des Pangea Festivals, einer sommerlichen Sport-, Kultur- und Musikveranstaltung.